# 甘遂
甘遂（学名：Euphorbia kansui）是大戟科大戟属植物，为中国的特有植物。

## 形态
多年生草本；根细长，部分呈连珠状或棒状，棕色外皮；茎直立，下部木质化；线状披针形或狭披针形的叶子互生，至茎顶时约5～9片轮生，有相同数目的射出枝；夏秋开花，具有大戟属特有的杯状花序。

## 分布
分布于中国大陆的甘肃、山西、陕西、宁夏、河南等地，多生在低山坡、荒坡、沙地、田边和路旁等，目前已由人工引种栽培。

## 药用
中医上以根入药，性寒、味苦，有毒，功能泻水逐饮，主治水肿胀满、痰饮积聚等症。

## 外部連結
- 甘遂 Gansui （页面存档备份，存于） 藥用植物圖像數據庫 (香港浸會大學中醫藥學院) （中文）（英文）
- 甘遂 中藥材圖像數據庫  (香港浸會大學中醫藥學院) （中文）（英文）
- 生甘遂 Sheng Gan Sui （页面存档备份，存于） 中藥標本數據庫 (香港浸會大學中醫藥學院) （繁體中文）（英文）

## 延伸阅读
[在维基数据编辑]
 《欽定古今圖書集成·博物彙編·草木典·甘遂部》，出自陈梦雷《古今圖書集成》
 《植物名實圖考·甘遂》，出自吳其濬《植物名實圖考》